# Czeriemisskoje (obwód niżnonowogrodzki)
Czeriemisskoje (ros. Черемисское) – wieś (dieriewnia) w Rosji, w obwodzie niżnonowogrodzkim, w rejonie kstowskim. W 2010 liczyła 198 mieszkańców.